# Swansea
Swansea (Welsh: Abertawe) (ONS-code W06000011) is een unitaire autoriteit met de officiële titel van city in het zuiden van Wales, gelegen aan de monding van de rivier de Tawe. Het gehele bestuurlijke gebied van Swansea (The City and County of Swansea) heeft 246.000 inwoners (2018), waarvan zo'n 180.000 in de stad zelf.

## Geschiedenis
Swansea is gesticht door Sven Gaffelbaard, een vikingleider die in 1013 de Saksen versloeg en de leiding had over de gebieden lopend van Zuid-Engeland naar Denemarken en Noorwegen.

## Bestuurlijk gebied
Op bestuurlijk niveau is de stad een principal area, het hoogste bestuurlijke gebied van Wales. Naast de stad Swansea behoort hier echter ook het omliggende landelijke gebied bij en het gehele schiereiland Gower. Het gebied wordt bestuurd door The City and County of Swansea council.

## Sport
In Swansea staat het Liberty Stadium, een multifunctioneel stadion dat in 2005 werd geopend en met 20.532 zitplaatsen het op drie na grootste stadion in Wales is. De voetbalclub Swansea City, dat sinds het seizoen 2011/2012 in de Engelse Premier League uitkwam, maar in het seizoen 2017/2018 weer degradeerde naar de championship en de rugbyclub Ospreys spelen hier hun thuiswedstrijden. Ook wordt het complex gebruikt voor popconcerten.

## Partnersteden
- Mannheim, Duitsland
- Sinop, Turkije
- Pau, Frankrijk
- Cork, Ierland
- Bydgoszcz, Polen[3]

## Geboren
- William Grove (1811-1896), jurist en natuurwetenschapper
- Cyril Kieft (1911-2004), autoproducent
- Dylan Thomas (1914-1953), dichter en schrijver
- Harry Secombe (1921-2001), komiek, zanger, acteur en tv-presentator
- Trevor Ford (1923-2003), voetballer
- John Charles (1931-2004), Welsh voetbalspeler en voetbaltrainer
- Clive Granger (1934-2009), econometrist, hoogleraar en Nobelprijswinnaar (2003)
- Spencer Davis (1939), zanger, gitarist, pianist en mondharmonicaspeler (The Spencer Davis Group)
- Martin Amis (1949), schrijver
- Rowan Williams (1950), anglicaanse aartsbisschop
- Keith Allen (1953), acteur en komiek
- Dean Saunders (1964), voetballer en voetbalcoach
- Rob Brydon (1965), komiek en acteur
- Vincent Regan (1965), acteur
- Catherine Zeta-Jones (1969), actrice
- Emily Beynon (1969), fluitiste
- Chris Coleman (1970), voetballer en voetbalcoach
- John Hartson (1975), voetballer
- Joseph Morgan (1981), acteur
- Nicole Cooke (1983), wielrenster
- Andrew Jones (1983-2023), filmregisseur en scenarioschrijver
- Jazz Richards (1991), voetballer
- Adam Matthews (1992), voetballer

## Galerij

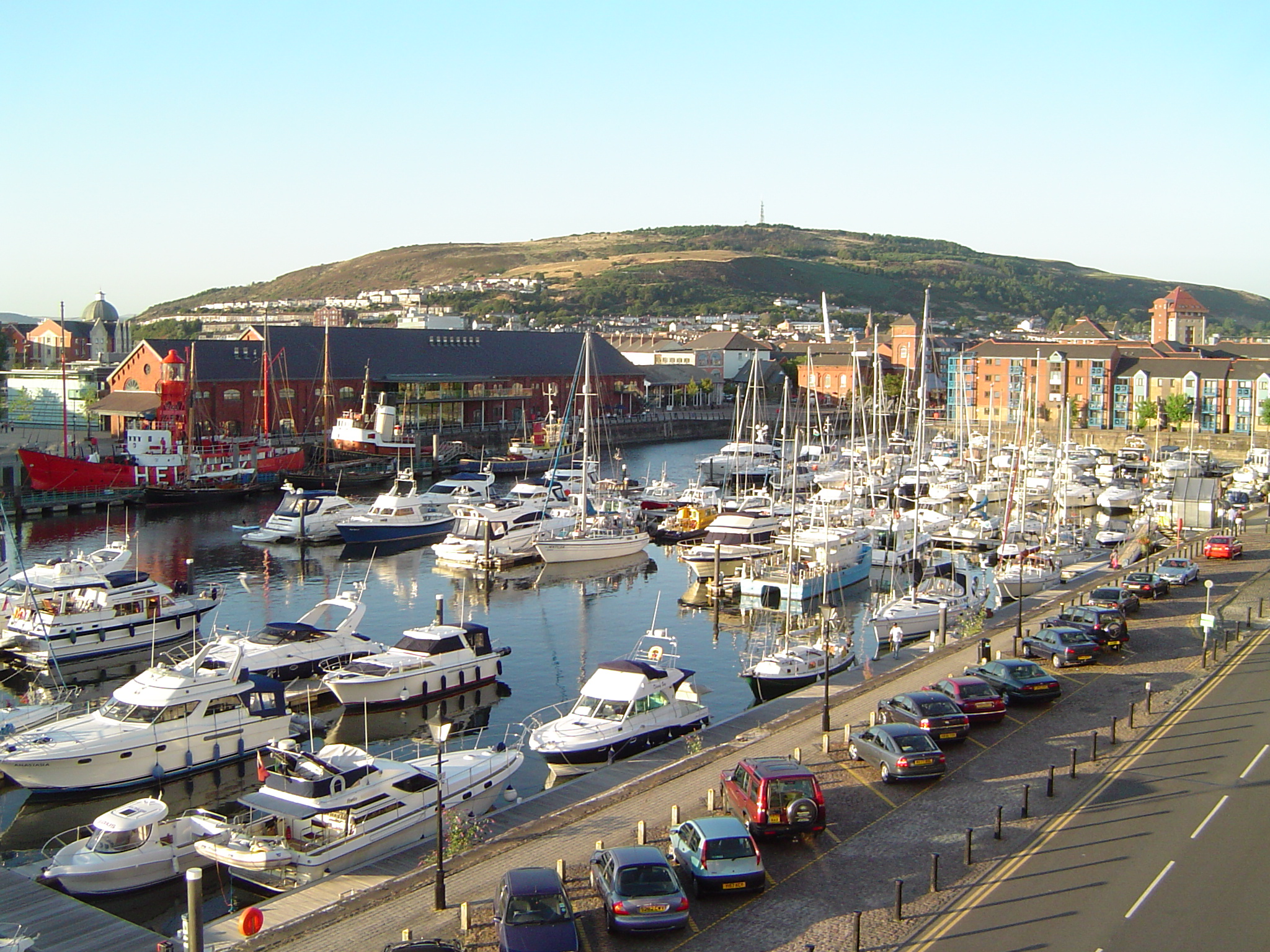
Haven
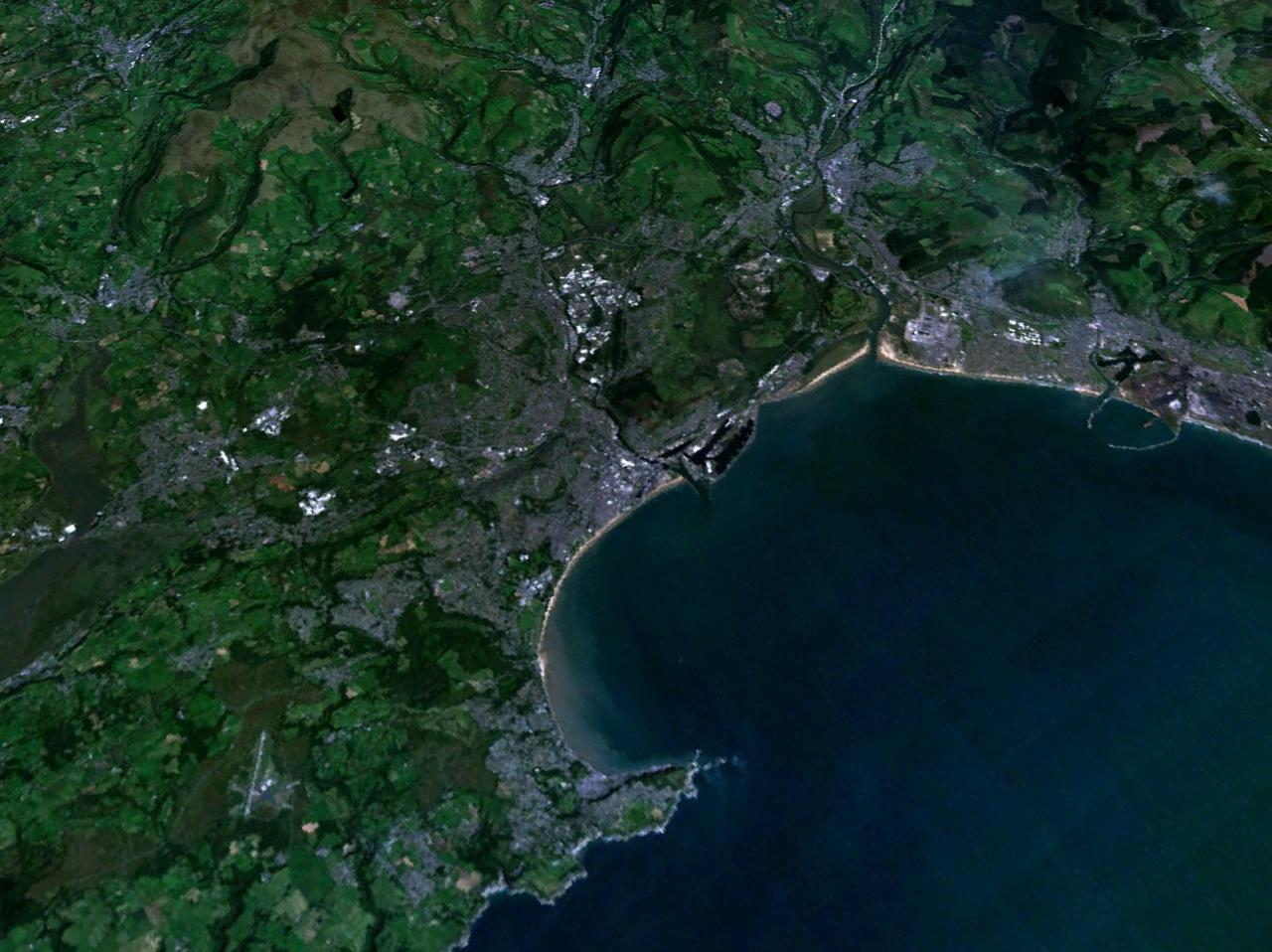
Satellietfoto

Graafschappen: Anglesey · Carmarthenshire · Ceredigion · Denbighshire · Flintshire · Gwynedd · Monmouthshire · Pembrokeshire · Powys
County boroughs: Blaenau Gwent · Bridgend · Caerphilly · Conwy · Merthyr Tydfil · Neath Port Talbot · Rhondda Cynon Taf · Torfaen · Vale of Glamorgan · Wrexham
Steden: Cardiff · Newport · Swansea
Zie ook: behouden graafschappen (preserved counties) en de historische graafschappen